# یه‌ون اتکینسون
یه‌ون اتکینسون (به انگلیسی: Jevon Atkinson) (زادهٔ ۳ آوریل ۱۹۸۴) شناگر اهل جامائیکا است.